# Strömsundsavan
Strömsundsavan är en sjö i Storumans kommun i Lappland och ingår i Umeälvens huvudavrinningsområde. Sjöns area är 0,622 kvadratkilometer och den befinner sig 364 meter över havet.